# Comuna Berezivske, Popasna
Berezivske (în ucraineană Березівське) este o comună în raionul Popasna, regiunea Luhansk, Ucraina, formată din satele Berezivske (reședința) și Katerînivka.

## Demografie
Componența lingvistică a comunei Berezivske
     Ucraineană (64,88%)
     Rusă (34,84%)
     Alte limbi (0,28%)
Conform recensământului din 2001, majoritatea populației comunei Berezivske era vorbitoare de ucraineană (64,88%), existând în minoritate și vorbitori de rusă (34,84%).